# Karl Carvacchi
Karl Carvacchi, auch Carl Carvachi, (* 23. August 1791 in Braunsberg, Ostpreußen; † 10. Mai 1869 in Kassel) war ein deutscher Kaufmann und kurhessischer Verwaltungsbeamter.

## Leben
Carvacchi studierte an der Albertus-Universität Königsberg Mathematik und Architektur. Im Jahr 1810 trat er als Attaché der Oberbaudirektion in die Dienste des Königreichs Westphalen. Nach dessen Auflösung lebte er zunächst als Privatier, bevor er 1816 Mitglied der Kaufmannszunft in Kassel wurde. Er gründete 1815 eine Farbenfabrik sowie eine Torfstecherei und wurde dafür von Kurfürst Wilhelm I. mit der Großen goldenen Medaille ausgezeichnet. Er etablierte sich außerdem als Mitglied des oppositionellen Schönfelder Kreises unter der Führung von Auguste von Preußen.
Carvacchi war 1831 Trauzeuge des Kurprinzen. Er betrieb neben seiner unternehmerischen Tätigkeit einerseits Studien zu Technologie und Staatswirtschaft und beschäftigte sich andererseits mit Archäologie, Früh- und mittelalterlicher Geschichte. Mit der 1831 verfassten und zunächst anonym veröffentlichten Schrift Betrachtungen über den sonstigen Gang und den jetzigen Stand von Deutschlands commerciellen Angelegenheiten in Beziehung auf Kurhessen setzte er sich für den Beitritt des Kurfürstentums zum Preußisch-Hessischen Zollverein ein. 1832 wurde er daraufhin als Steuerrat bei der Obersteuerdirektion Kassel angestellt. 
Carvacchi wurde 1833 zum Zollverein nach Münster abgeordnet. Dort blieb er auch bei der Gründung des Deutschen Zollvereins. Er wurde 1833 zum Obersteuerrat, 1834 zum Oberfinanzrat und 1855 zum Geheimen Oberfinanzrat befördert. Er war in Münster bis zu seiner Pensionierung 1865 kurhessischer Zollvereinsbevollmächtigter. In Münster wie in Hessen-Kassel war er zudem Mitglied mehrere historischer Vereine und legte eine Sammlung an Funden an, die zum einen Teil als Carvacchi’sche Sammlung beim Verein für hessische Geschichte und Altertumskunde und zu einem anderen Teil beim Vereins zur Erforschung der Rheinischen Geschichte in Mainz erhalten blieb.
Er pflegte eine enge Verbindung zu der Schriftstellerin Annette von Droste-Hülshoff. Außerdem galt er als Bibliophiler.

## Ehrungen
- 1819: Große goldene Verdienstmedaille von Kurfürst Wilhelm I. von Hessen-Kassel
- 1836: preußischer Roter Adlerorden III. Klasse
- 1857: preußischer Roter Adlerorden II. Klasse
- 1865: preußischer Königlicher Kronen-Orden II. Klasse
- Ehrenmitglied des Vereins zur Erforschung der Rheinischen Geschichte in Mainz

## Schriften (Auswahl)
- Betrachtungen über den sonstigen Gang und den jetzigen Stand von Deutschlands commerciellen Angelegenheiten in Beziehung auf Kurhessen. 1831.
- Biographische Erinnerungen an Johann Georg Hamann, den Magus in Norden. Regensberg, Münster 1855.